# 154865 Stefanheutz
154865 Stefanheutz este un asteroid din centura principală de asteroizi.

## Descriere
154865 Stefanheutz este un asteroid din centura principală de asteroizi. A fost descoperit pe 9 septembrie 2004 la Altschwendt de Wolfgang Ries. Asteroidul prezintă o orbită caracterizată de o semiaxă mare de 2,85 ua, o excentricitate de 0,13 și o înclinație de 15,1° în raport cu ecliptica.